# ليزا جوي
ليزا جوي (بالإنجليزية: Lisa Joy)‏ هي كاتبة سيناريو،مخرجة ومنتجة أمريكية.عرفت بمشاركتها في كتابة وإخراج وإنتاج وست وورلد.ولدت في نيوجيرسي لأب إنجليزي وأم تايوانية.

## حياتها المبكرة
نشأت ليزا جوي في نيو جيرسي. والداها كلاهما مهاجران. والدها إنجليزي وأمها تايوانية.
تخرجت جوي من جامعة ستانفورد وعمل كمستشار في شركة مكينزي & كومباني في لوس أنجلوس قبل التحاقها بكلية الحقوق بجامعة هارفارد. تم قبول جوي في نقابة المحامين في عام 2009 ومارست المحاماة في كاليفورنيا قبل عملها في مجال الترفيه.

## حياتها الشخصية
تزوجت جوي من كاتب السيناريو جوناثان نولان، الشقيق الأصغر للمخرج كريستوفر نولان. التقى الاثنان لأول مرة في العرض الأول لفيلم نولان تذكار. للزوجين ابنة وابن.

## وصلات خارجية
- ليزا جوي على موقع IMDb (الإنجليزية)
- ليزا جوي على موقع ميتاكريتيك (الإنجليزية)
- ليزا جوي على موقع روتن توميتوز (الإنجليزية)
- ليزا جوي على موقع قاعدة بيانات الفيلم (الإنجليزية)